# Authentischer Schluss
Ein authentischer Schluss oder eine authentische Kadenz (von griech. authentikos: echt, glaubwürdig) ist in der Harmonielehre und in der musikalischen Formenlehre eine Klangverbindung Dominante – Tonika, die den Abschluss eines Stückes oder eines seiner Abschnitte artikuliert (Schlussbildung). Häufig geht der Dominante eine Form der Subdominante voraus.
Geht dagegen die Subdominante der abschließenden Tonika direkt voran, so wird dies Plagalschluss genannt. Plagalschluss und authentischer Schluss gehören zu den Ganzschlüssen.
Nach der Stellung und Lage der Dominante und Tonika unterscheidet man
- den vollkommenen authentischen Ganzschluss (Dominante und Tonika in Grundstellung, Tonika in Oktavlage);
- den unvollkommenen authentischen Ganzschluss (alle anderen Fälle, also Dominante und/oder Tonika in Umkehrung und/oder Tonika in Terz- oder Quintlage).[1]

In manchen aktuellen Lehrbüchern gilt für die Bezeichnung authentischer Schluss die Einschränkung, dass sowohl die Dominante als auch die Tonika in Grundstellung stehen müssen; unvollkommen ist eine solche Kadenz nur dann, wenn die Tonika in Terz- oder Quintlage erklingt.

## Beispiel
Joseph Haydn, Sonate in As-Dur Hob. XVI:43, Rondo, T. 1–8: